# Male obtentum
Male obtentum – nadzwyczajny środek odwoławczy wnoszony przez skazanego w dawnym polskim prawie.
Składano go przeciwko wyrokom zaocznym (kondemnatom), zarzucając im bezpodstawność lub podstęp ze strony przeciwnika procesowego. Powoływano się na nieświadomość procesową oskarżonego wynikającą z nieprawidłowego pozwania na tak zwany rok sądowy „przypowieszczony ku zadośćuczynieniu”. Skazany zaocznie pozwany musiał wykazać przysięgą samotrzeć tj. wraz z dwoma świadkami, że nie wiedział o prowadzonym postępowaniu albo że jego nieobecność była wynikiem poważnej przeszkody, jednej z tych, które upoważniały do dylacji. Skutkiem tego było anulowanie wyroku i powrót do stanu sprzed contestatio.